# 新华路街道 (临清市)
新华路街道，是中华人民共和国山東省聊城市临清市下辖的一个乡镇级行政单位。

## 行政区划
新华路街道下辖以下地区：
柴市街社区、古楼街社区、东关街社区、国棉街社区、南门里街社区、元仓街社区、北门里街社区、西门里街社区、新开街社区、上湾街社区、古楼东街社区、东兴街社区、北关街社区、杨桥街社区、果园街社区、林园街社区、新北街社区、黑庄社区、北三里社区、新开社区、南门社区、古楼社区、林园社区、东关社区、东胡社区、西胡社区、鹁鸽李庄社区、北廖庄社区、刁庄社区、东陶社区、西陶社区、董街社区、王院社区、狄楼社区、郭庄社区、陈庄社区、西闫社区、东闫社区、花园社区、牛八里社区、北王院社区、千佛堂社区、唐庄社区、甄八里社区、杨八里社区、于庄社区、作西店社区、屈庄社区、张芳庄社区、龙庄社区、十二里屯社区、杨桥社区、沙窝屯社区、桑树园社区、蔡家胡同社区、陈坟社区、周三里社区、朱杨乔社区、韦付庄社区和小油坊社区。

## 交通
- 京九铁路：临清站